# Oetalus
Oetalus is een bestuurslaag in het regentschap Timor Tengah Utara van de provincie Oost-Nusa Tenggara, Indonesië. Oetalus telt 505 inwoners (volkstelling 2010).